# 가라스미

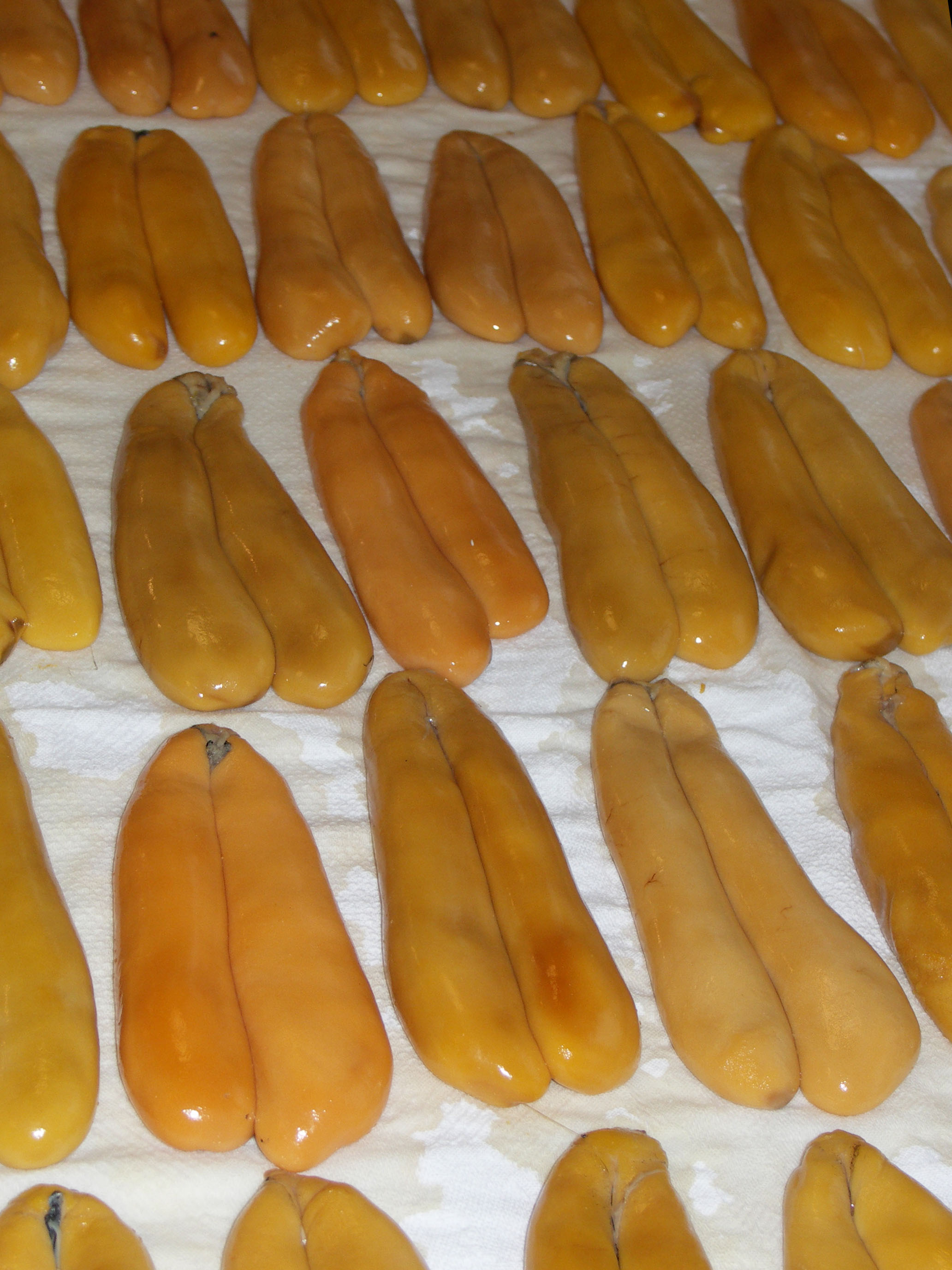
가라스미

가라스미(일본어: カラスミ)는 일본에서 숭어 등의 생선알을 소금을 절인 후 말려 건조시킨 것이다.
일본에서는 숭어를 이용하여 나가사키현에서 생산된 것이 유명하지만, 가가와현에서는 삼치나 고등어를 사용한다. 일본 이외에서도 타이완과 이탈리아의 사르데냐, 스페인, 이집트 (보타르가)에서도 만들어진다.

## 같이 보기
- 보타르가
- 어란
- 우위쯔